# Markus Babbel
Markus Babbel est un footballeur international allemand né le 8 septembre 1972 à Munich.

## Biographie

### Carrière de joueur

#### En club
Markus Babbel joue en Allemagne et en Angleterre. Il évolue pendant sept saisons avec l'équipe première du Bayern  Munich, où il est le "patron de la défense". Lors de son passage au club de Liverpool, les médecins lui diagnostiquent le Syndrome de Guillain-Barré (une maladie rare du système nerveux), ce qui le contraint à l'éloigner des terrains pendant de longs mois.
Il dispute 288 matchs en Bundesliga, marquant 12 buts, et 67 rencontres en Premier League, inscrivant six buts. Au sein des compétitions européennes, il joue 41 matchs en Ligue des champions, marquant trois buts, et 36 rencontres en Coupe de l'UEFA, marquant également trois buts.
Avec le Bayern Munich, il atteint la finale de la Ligue des champions en 1999, en étant battu par le club anglais de Manchester United.

#### En équipe nationale
Markus Babbel reçoit 51 sélections en équipe d'Allemagne entre 1995 et 2000, inscrivant un but.
Il joue son premier match en équipe nationale le 22 février 1995, en amical contre l'Espagne (score : 0-0 à Jerez de la Frontera). Il marque son seul et unique but avec l'Allemagne le 6 septembre 1995, contre la Géorgie. Ce match gagné 4-1 à Nuremberg rentre dans le cadre des éliminatoires de l'Euro 1996.
Il participe avec l'équipe d'Allemagne à trois grandes compétitions : l'Euro 1996, la Coupe du monde 1998, et enfin l'Euro 2000. Lors de l'Euro 1996, Babbel joue cinq matchs. L'Allemagne est sacrée championne d'Europe, en battant la République tchèque en finale après prolongation. En 1998, lors du mondial organisé en France, Babbel joue deux matchs, contre les États-Unis et le Mexique. L'Allemagne s'incline en quart contre la Croatie. Enfin lors de l'Euro 2000, il dispute à nouveau deux matchs. Il s’agit de ses deux dernières rencontres disputées avec l'Allemagne.

### Carrière d'entraîneur
Entraîneur du VfB Stuttgart à partir du 23 novembre 2008, il est obligé de quitter son poste à la fin de la saison faute de licence d'entraîneur adéquate.
La Fédération allemande de football (DFB) autorise finalement Markus Babbel  à demeurer à son poste d'entraîneur du VfB Stuttgart pour la saison 2009/2010, et ce même s'il ne dispose pas du diplôme requis. Il est démis de ses fonctions le 6 décembre 2009. Le 17 mai 2010, il signe un contrat d'une année avec le Hertha Berlin, tout juste rétrogradé en deuxième division, reconductible une année en cas de montée. Il mène sa mission à bien et parvient à faire remonter le club de la capitale allemande en Bundesliga au terme d'une seule saison.
Le 18 décembre 2011, Markus Babbel est limogé de son poste d'entraîneur du Hertha Berlin. Le club n'a remporté que quatre matchs sur 17 joués. Michael Skibbe le remplace.

## Statistiques

### Entraîneur
Mis à jour le 25 janvier 2016.
| VfB Stuttgart   | 23 novembre 2008 | 6 décembre 2009  | 50  | 21 | 15 | 14 | 42.0 |
| Hertha Berlin   | 1er juillet 2010 | 18 décembre 2011 | 55  | 30 | 13 | 12 | 54.5 |
| 1899 Hoffenheim | 10 février 2012  | 3 décembre 2012  | 30  | 7  | 8  | 15 | 23.3 |
| FC Lucerne      | 12 octobre 2014  | actuel           | 48  | 23 | 11 | 14 | 47.9 |
| Total           | Total            | Total            | 183 | 81 | 47 | 55 | 44.3 |

## Palmarès de joueur

### En club
- Bayern Munich :
  - Vainqueur de la Coupe UEFA en 1996.
  - Champion de Bundesliga en 1997, 1999 et 2000.
  - Vainqueur de la Coupe d'Allemagne en 1998 et 2000.
  - Vainqueur de la Coupe de la Ligue allemande en 1997, 1998, 1999 et 2000.
  - Finaliste de la Ligue des champions en 1999.
  - Finaliste de la Coupe d'Allemagne en 1999.

- Liverpool FC :
  - Vainqueur de la Coupe UEFA en 2001.
  - Vainqueur de la Supercoupe de l'UEFA en 2001.
  - Vainqueur de la Coupe d'Angleterre en 2001.
  - Vainqueur de la League Cup en 2001.
  - Vainqueur du Charity Shield en 2001.

- VfB Stuttgart :
  - Champion de Bundesliga en 2007.

### En sélection
- Allemagne
  - Vainqueur du championnat d'Europe en 1996.